# Conus glicksteini
Espèce
Conus glicksteini est une espèce de mollusques gastéropodes marins de la famille des Conidae.
Comme toutes les espèces du genre Conus, ces escargots sont prédateurs et venimeux. Ils sont capables de « piquer » les humains et doivent donc être manipulés avec précaution, voire pas du tout.

## Distribution
Locus typicus : "(dragué à) 400 pieds de profondeur au large de Palm Beach Island, Palm Beach County, Florida, USA."

Cette espèce marine est présente au large de l'est de la Floride.

## Taxonomie

### Publication originale
L'espèce Conus glicksteini a été décrite pour la première fois en 1987 par le malacologiste américain Edward James Petuch (d) dans la publication intitulée « Charlottesville, Virginia: The Coastal Education and Research Foundation »,.

### Synonymes
- Conus (Dauciconus) glicksteini Petuch, 1987 · appellation alternative
- Dauciconus glicksteini (Petuch, 1987) · non accepté

## Identifiants taxonomiques
- Ressources relatives au vivant :   - Global Biodiversity Information Facility
  - Interim Register of Marine and Nonmarine Genera
  - SeaLifeBase
  - Système d'information taxonomique intégré
  - TAXREF (INPN)
  - World Register of Marine Species

Chaque taxon catalogué par les bases de données biologiques et taxonomiques possède un identifiant qui permet d'établir un point de référence. Les identifiants de Conus glicksteini dans les principales bases sont les suivants :
CoL : XXGX - GBIF : 5193222 - IRMNG : 11233141 - NCBI : 932205 - SeaLifeBase : 567395 - TAXREF : 1560 - WoRMS : 428136